# Самый крутой
«Самый крутой» (англ. Top Dog) — криминальный драматический фильм режиссёра Мартина Кемпа с Лео Грегори, Винсентом Риганом и Риччи Харнеттом в главных ролях. Фильм основан на романе Дуги Бримсона, который также является автором сценария.

## Сюжет
Босс хулиганов Билли Эванс (Лео Грегори) враждует с гангстером Микки (Риччи Харнетт) по поводу рэкета, связанного с защитой на задворках, и быстро оказывается не в своей тарелке, когда события стремительно обостряются, и он обнаруживает, что взял на себя гораздо больше, чем может осилить.

## В ролях
| Актёр             | Роль          |
| ----------------- | ------------- |
| Лео Грегори       | Билли Эванс   |
| Риччи Харнетт     | Микки         |
| Винсент Риган     | мистер Ватсон |
| Джордж Руссо      | Ястреб        |
| Даниэль Брент     | Сэм           |
| Джейсон Флеминг   | Дэн           |
| Лоррейн Стэнли    | Джули         |
| Сьюзен Пенхалигон | Сэл           |
| Джордж Суини      | Стив          |

## Выпуск
Фильм был выпущен на DVD 1 июня 2014 года.